# 坎寧 (明尼蘇達州)
坎寧（英語：Canyon）是位於美國明尼蘇達州聖路易斯縣諾斯蘭鎮區的一個非建制地區。

## 歷史
坎寧於1920年代時被視為村莊，共有83人。1940年代時則有約100人。

## 地理
坎寧所處的海拔為高於海平面413米（即1355英呎），而該地所採用的時區為UTC-6，即北美中部時區（CST）。同時該地設有夏令時間，為UTC-6調快一小時，即UTC-5（CDT）。